# Je voudrais qu'on m'efface (roman)
Je voudrais qu'on m'efface est un roman d'Anaïs Barbeau-Lavalette paru en 2010 aux éditions Hurtubise. Il raconte l'histoire de trois préadolescents issus de familles dysfonctionnelles habitant un même édifice à logements du quartier Hochelaga-Maisonneuve, dans l'est de Montréal,,.
Le livre est finaliste au Prix des libraires du Québec en 2011.
Le roman est adapté en websérie par Éric Piccoli en 2020. La même année, l'ouvrage est aussi traduit en anglais par Rhonda Mullins (en) sous le titre Neighbourhood Watch.